# 환선길
환선길(桓宣吉, 868년~918년 7월 29일) 왕건이 궁예를 축출하여 태봉을 멸망시키고 고려를 건국한 이후 왕건에게 반란을 일으킨 장군이다.
궁예의 부하로서 용장으로 이름을 떨쳤다. 하지만 정변이 성공하면 높은 벼슬을 주겠다는 왕건의 꼬임에 넘어가 궁예 축출 정변에 가담하여서 성공했지만, 왕건이 고려를 건국한 후 그를 제거하려 하자 왕건을 시해하기로 마음을 먹었다. 그러나 복지겸의 밀고로 병사들에게 잡혀 아내와 함께 처형당했다.

## 생애
동생 환향식(桓香寔)과 함께 태조 왕건을 섬기고 추대한 공이 있었으며 마군장군(馬軍將軍)으로서 태조 왕건의 심복이 되어 항상 정예군을 이끌고 숙위(宿衛)하였다. 그의 아내가 당신의 재력(才力)은 남보다 뛰어나서 사졸이 복종하고 또 큰 공이 있으나 정병(政柄) (정권)은 다른 사람에게 있으니 어찌 한탄스럽지 않으랴 하니 병사와 결탁하여 반란을 일으키려 하였다. 복지겸(卜智謙)이 이를 밀고하였으나 형적(形跡)이 나타나지 않자 가만 두었다. 태조 왕건이 고려를 건국하고 즉위한 지 4일 만에 50여 명을 이끌고 내정(內庭)에 침입하였으나 태조 왕건의 태연함에 복병이 있는 줄 알고 의심하여 달아나다가 위사(衛士)에게 잡혀 죽었다. 그의 나이 51살이였다.

## 가족관계
- 동생 : 환향식
- 부인 : 부인 이씨(婦人 李氏)
- 처남 : 이흔암

## 환선길이 등장하는 작품
- 《태조 왕건》(KBS, 2000년~2002년, 배우:백인철)

## 참고 문헌
- 고려사(高麗史)
- 고려왕조(高麗王朝)의 성립(成立)과 호족연합정권(豪族聯合政權) (하현강한국사)